# Funiculaire van Évian-les-Bains

Plan van de kabelspoorweg

De funiculaire van Évian-les-Bains is een kabelspoorweg in de Franse stad Évian-les-Bains. De lijn wordt ook weleens de kleine metro van Évian genoemd. Hij verbindt het centrum van de stad met de gemeente Neuvecelle en is de enige Franse kabelspoorweg met zes haltes.

## Geschiedenis

### Project en exploitatie

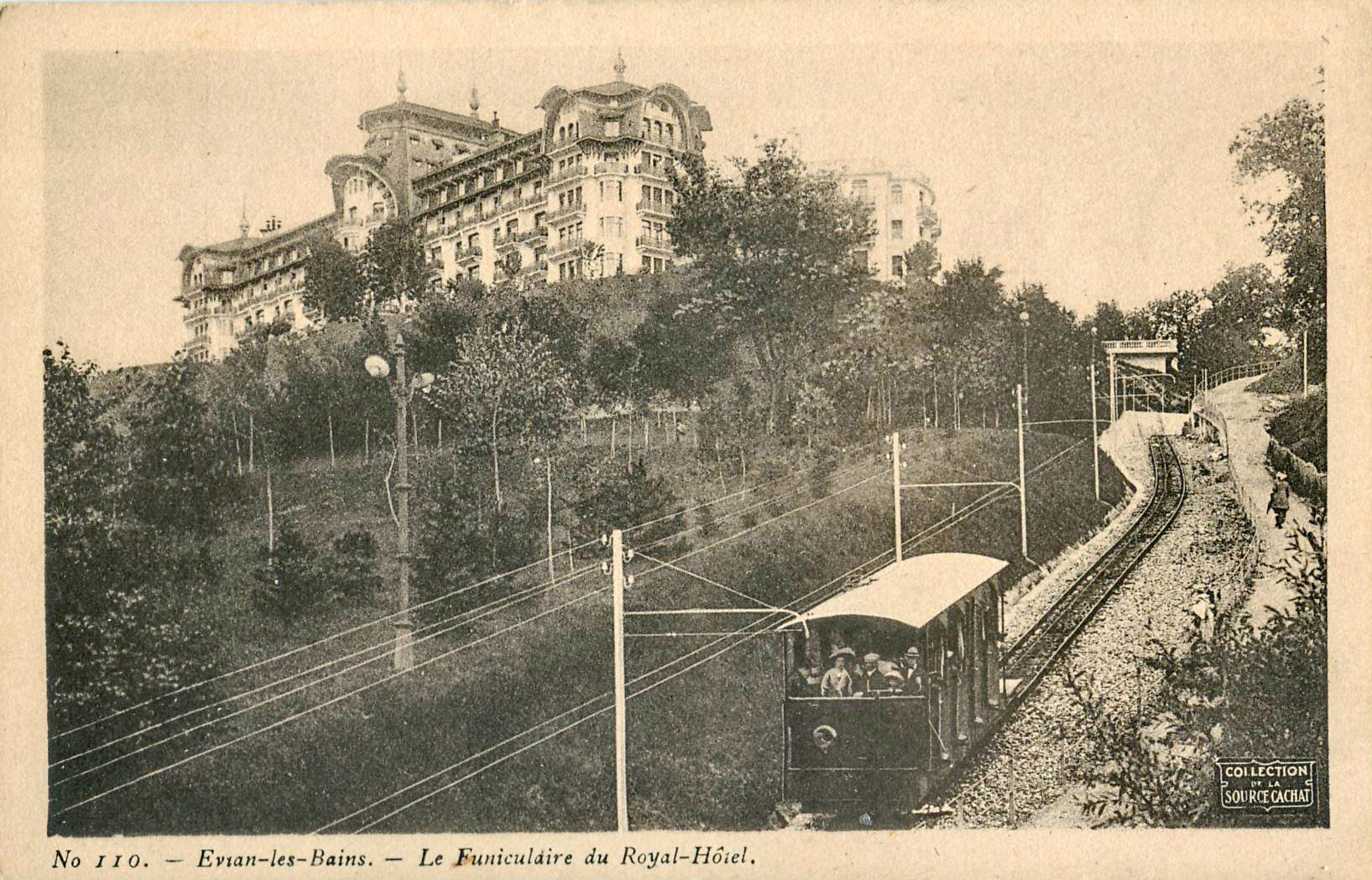
De kabelspoorweg in haar oorspronkelijke configuratie.

Het origineel traject van de kabelspoorweg dateert uit 1907. Het betrof een privé initiatief met als doel om de hotelgasten gratis naar de drinkhal van de Cachatbron te brengen. De kabelspoorweg was toen nauwelijks 357 m lang en verbond de drinkhal Cachat met het Royal Hôtel. Onderweg bevond er zich één halte ter hoogte van het Splendide Hôtel dat ondertussen verdwenen is en plaats maakte voor een aantal tennisbanen.
De lijn werd in 1913 aan beide uiteinden verlengd. Naar beneden toe via een ondergronds traject tot aan het benedenstation van Évian les Thermes en aan het andere uiteinde naar Neuvecelle met onderweg nog een tussenhalte Les Mateirons.
De kabelspoorweg eindigde zijn loopbaan in september 1969.
Het is dankzij de interesse en tussenkomst van Jean-Bernard Lemoine, op dat ogenblik lid van de Commission Supérieure des Monuments Historiques, dat de kabelspoorweg gered werd van afbraak. Twee door Von Roll gebouwde voertuigen werden door het besluit van 30 november 1983 geklasseerd als historisch monument. De kabelspoorweg zelf met de zes stations, de sporen en de aandrijving die zich bevindt in het station Neuvecelle, werden bij besluit van 28 december 1984 ingeschreven op lijst van historische monumenten.

### Heropening

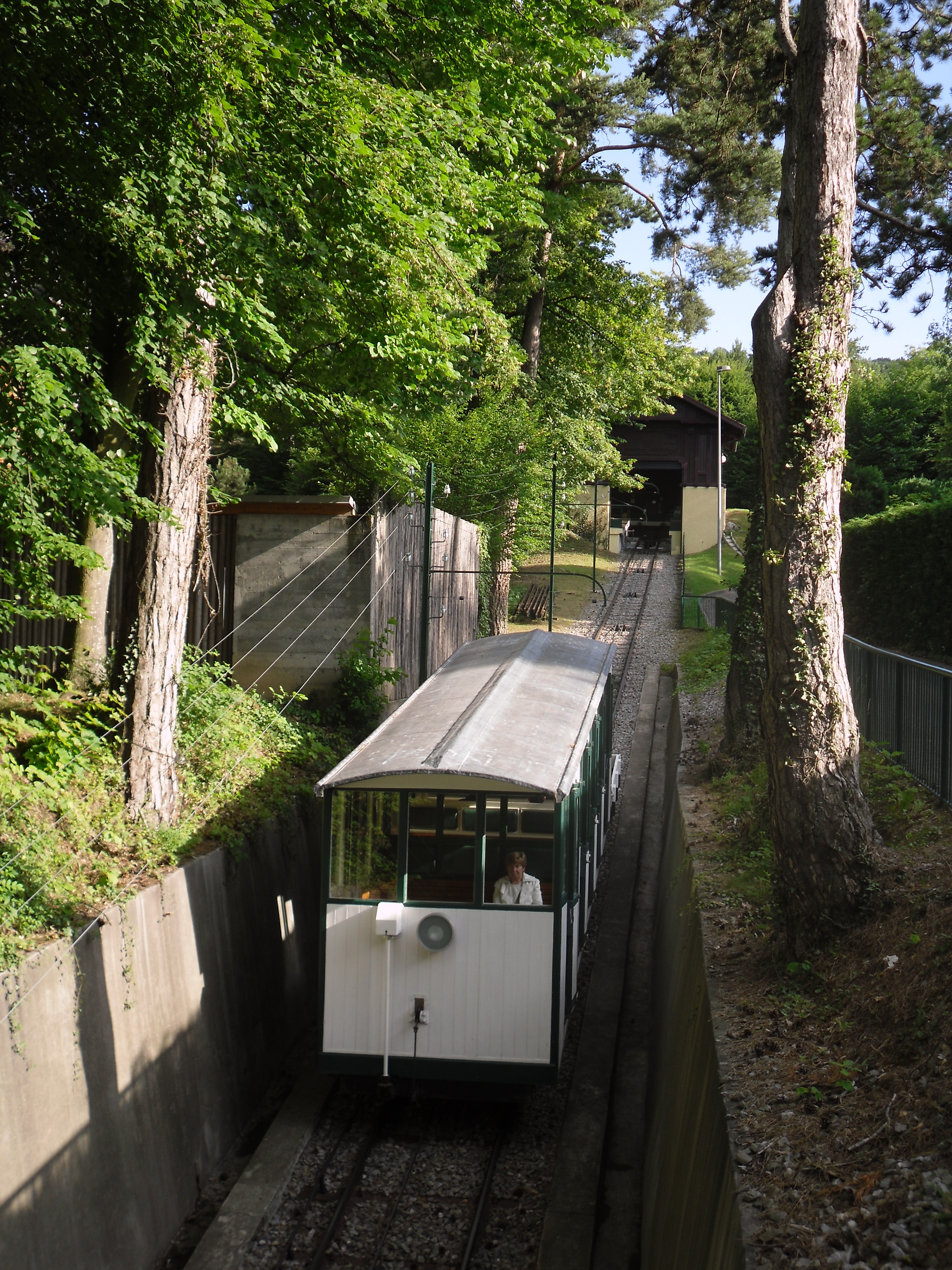
Een kabeltrein vertrekt van het bovenstation

Een mogelijke restauratie is gevoelig gezien het bovenstation dat in chaletstijl was opgetrokken, in 1991 beschadigd werd door een incident.
Pas in 1995 werd met de steun van het nieuwe stadsbestuur beslist om de kabelspoorweg te restaureren en in zijn oorspronkelijke staat te herstellen. De restauratie nam niet minder dan zes jaar in beslag.
De restauratie startte in 1998 en de lijn heropende op 21 juni 2002.
De kabelspoorweg is dagelijks in dienst van 1 mei tot de laatste zondag van september en dit van 10u tot 19u30. Het gebruik is gratis.

## Lijst van de stations
|   | Stations          | Bediende gemeenten | Aansluitingen                              |
| - | ----------------- | ------------------ | ------------------------------------------ |
| o | Évian les Thermes | Évian-les-Bains    | Lijnen E, H en J, aanlegsteiger CGN        |
| o | Buvette Cachat    | Évian-les-Bains    |                                            |
| o | Hôtel Splendide   | Évian-les-Bains    | Station Evian-les-Bains (SNCF) (op ± 1 km) |
| o | Royal Hôtel       | Évian-les-Bains    |                                            |
| o | Les Mateirons     | Évian-les-Bains    |                                            |
| o | Neuvecelle        | Neuvecelle         | Lijn J                                     |

## Technische gegevens
- Benedenstation (Évian les Thermes) : 375 m
- Bovenstation (Neuvecelle) : 500 m
- Lengte : 750 m
- Spoorwijdte : 1 m
- Hoogteverschil : 125 m
- Maximale helling : 25 %
- Aantal voertuigen : 2
- Capaciteit : 60 reizigers
- Constructeur : Von Roll

## Verwante artikels
- Kabelspoorweg